# Dia del Mol
El Dia del Mol és una jornada commemorativa celebrada el 23 d'octubre entre les 6:02 i les 18:02. El nom en anglès, Mole Day, és un joc de paraules amb el doble significat en anglès de la paraula mole que pot significar talp o mol. L'hora i la data, que en format americà s'expressa 6:02 10 / 23, fan referència al nombre d'Avogadro, aproximadament 6.02 × 1023 mol-1. Aquesta constant defineix el nombre d'àtoms d'un element o de molècules d'un compost en una mol de substància que és una de les set unitats base del sistema internacional.